# Wu Lei
Wu Lei (traditioneel Chinees: 武磊, hanyu pinyin: Wǔ Lěi) (Nanjing, 19 november 1991) is een Chinees voetballer die als aanvaller speelt. Hij verruilde Shanghai SIPG in januari 2019 voor RCD Espanyol. Wu debuteerde in 2010 in het Chinees voetbalelftal. Hij debuteerde op een leeftijd van slechts 14 jaar en 287 dagen in het profvoetbal en is de topscorer aller tijden voor Shanghai SIPG.

## Clubcarrière

### Shanghai SIPG
Wu Lei startte zijn carrière bij Shanghai SIPG, destijds Shanghai Dongya genaamd en spelend op het derde niveau van China, waarvoor hij op 2 september 2006 debuteerde in de competitiewedstrijd tegen Yunnan Lijiang Dongba, die met 5–3 werd verloren. Hij was die dag slechts 14 jaar en 287 dagen oud, waarmee hij de jongste speler ooit werd die Chinees professioneel voetbal speelde. Rond deze tijd werd Wu door zijn trainer vergeleken met de Argentijnse Diego Maradona, waardoor hij Chinese Maradona als bijnaam kreeg. In 2007 werd hij met Shanghai SIPG kampioen op het derde niveau van China, waarmee promotie naar het tweede niveau werd afgedwongen. Zo'n twee jaar na zijn debuut voor Shanghai SIPG, op 30 augustus 2008, maakte Wu zijn eerste doelpunt in het professionele voetbal, in de met 2–0 gewonnen competitiewedstrijd tegen Qingdao Hailifeng. Dit deed hij op een leeftijd van 16 jaar en 289 dagen. Hij werd hiermee de op een na jongste doelpuntenmaker ooit in de Chinese profcompetities. Hij was slechts 47 dagen jonger dan recordhouder Cao Yunding. In 2012 werd Wu met Shanghai SIPG kampioen van het tweede niveau van China, waardoor de club voor het eerst promoveerde naar de Chinese Super League, het hoogste niveau van China.
Op 8 maart 2013 speelde Wu Lei zijn eerste wedstrijd op het hoogste niveau van China, tegen Bejing Guoan. Shanghai SIPG verloor deze wedstrijd met 4–1, maar Wu was wel trefzeker in deze wedstrijd. Op 2 juni 2013 was hij goed voor een hattrick in het competitieduel met Shanghai Shenxin. Deze wedstrijd werd uiteindelijk met 1–6 gewonnen. Wu werd de op een na jongste speler die een hattrick maakte in de hoogste divisie van China. Later in het seizoen maakte hij nog tweemaal een hattrick, tegen Tianjin Teda op 17 augustus 2013 (2–3 winst) en tegen Qingdao Jonoon op 27 september 2013 (6–1 winst). Shanghai SIPG eindigde dat seizoen op de negende plaats in de Chinese Super League. Wu maakte 15 doelpunten in 27 competitiewedstrijden, waarmee hij samen met Yakubu Aiyegbeni op de derde plaats eindigde op de topscorersranglijst. In 2014 eindigde Shanghai SIPG op de vijfde plaats op de ranglijst, met Wu op een gedeelde achtste plaats op de topscorersranglijst met 12 doelpunten in 28 competitiewedstrijden. In het jaar erop eindigde Shanghai SIPG op een tweede plaats in de competitie, achter Guangzhou Evergrande, waarmee de club instroomde in de play-offronde voor de AFC Champions League. Wu maakte in dit jaar 16 doelpunten in 33 competitiewedstrijden.
Op 9 februari 2016 speelde Wu zijn eerste internationale clubwedstrijd, in de AFC Champions League tegen Muangthong United. Deze dag hielp hij Shanghai SIPG met twee doelpunten aan een 3–0 overwinning. In het hoofdtoernooi vond hij vijfmaal het net en bereikte Shanghai SIPG de kwartfinale, waarin er met 5–0 werd verloren van Jeonbuk, de uiteindelijke winnaar van het toernooi. Op 31 juli 2016 werd Wu de eerste Chinees in meer dan twee jaar die een hattrick maakte in de Chinese Super League. Hij maakte alle doelpunten aan de kant van Shanghai SIPG bij een 3–3 gelijkspel tegen Guangzhou R&F. Met een derde plaats in de Chinese Super League slaagde Shanghai SIPG er opnieuw in zich te kwalificeren voor de kwalificaties van de AFC Champions League. Met 14 competitiedoelpunten in 30 wedstrijden eindigde Wu op een gedeelde tweede plaats op de topscorersranglijst van de Chinese Super League. Hij was de enige Chinese speler in de top 10 van deze topscorersranglijst. Dit als gevolg van de vele buitenlandse spelers die rond deze tijd naar China kwamen, waaronder teamgenoten Hulk en Oscar. In de AFC Champions League van 2017 bereikte Shanghai SIPG de halve finales. Op weg naar deze halve finale scoorde Wu vijf keer en benutte hij zijn strafschop in de gewonnen strafschoppenserie tegen Guangzhou Evergrande in de kwartfinale. In de halve finale bleek de uiteindelijke winnaar Urawa Red Diamonds te sterk. In de Chinese competitie van 2017 eindigde Shanghai SIPG op de tweede plaats, achter Guangzhou Evergrande, waarmee voor het derde jaar op rij de kwalificaties van de AFC Champions League werd bereikt. Wu eindigde met zijn 20 doelpunten in 28 competitiewedstrijden opnieuw hoog in de topscorersranglijst. Alleen Eran Zahavi scoorde vaker en opnieuw was Wu de enige Chinese speler in de top 10 van de topscorersranglijst. In de Beker van China haalde Shanghai SIPG de finale. Hierin werd er op uitdoelpunten verloren van Shanghai Shenhua.
Op 18 maart 2018 scoorde Wu liefst vier keer in de uitwedstrijd tegen Guangzhou R&F, die met 2–5 werd gewonnen. Hij werd hiermee de eerste Chinese speler in twaalf jaar die vier doelpunten maakte in één wedstrijd, nadat Li Jinyu dit al deed in 2006. Ook evenaarde Wu met zijn zesde hattrick in de Chinese Super League het record van Hao Haidong voor meeste hattricks van één speler in de Chinese Super League. In de AFC Champions League werd Shanghai SIPG dat seizoen in de achtste finale uitgeschakeld door Kashima Antlers. Omdat deze Japanse club het toernooi uiteindelijk won, werd Shanghai SIPG voor het derde jaar op rij uitgeschakeld door de uiteindelijke winnaar. In dit toernooi kwam Wu één keer tot scoren. In 2018 scoorde hij in de Chinese Super League liefst 27 keer in 29 wedstrijden. Hij werd hiermee topscorer van de Chinese topcompetitie en hielp Shanghai SIPG aan hun eerste landstitel in de geschiedenis. Hij was de eerste Chinees die topscorer werd in de Chinese competitie sinds Li Jinyu in 2007 en brak het record van dezelfde speler als Chinese speler met het meeste aantal doelpunten in één seizoen van de Chinese Super League. Ook ontving Wu de prijs voor de beste speler van het jaar in China en werd hij opgenomen in het elftal van het jaar. Met 169 doelpunten voor de club verliet Wu Shanghai SIPG als topscorer aller tijden Shanghai SIPG en op dat moment was hij met 102 doelpunten topscorer van de Chinese Super League.

### RCD Espanyol
Op 28 januari 2019 werd bekendgemaakt dat Wu Lei de Chinese competitie zou verlaten om voor RCD Espanyol te spelen, destijds spelend in de Primera División met de Chinese zakenman Chen Yansheng als voorzitter. Ook clubs in de Premier League waren geïnteresseerd in hem. Op 3 februari 2019 maakte Wu zijn debuut voor Espanyol, in het competitieduel tegen Villarreal CF (2–2). In de 78ste minuut kwam hij binnen de lijnen voor Dídac Vilà. Met zijn debuut werd hij na Zhang Chengdong (één wedstrijd voor Rayo Vallecano) slechts de tweede Chinese speler die in de Primera División speelde. Meer dan 40 miljoen mensen in China keken naar zijn debuut. Op 17 februari 2019 maakte hij zijn basisdebuut voor Espanyol in het competitieduel tegen Valencia CF (0–0) en op 2 maart 2019 was hij voor het eerst trefzeker voor Espanyol. Hij zette de eindstand op het scorebord bij een 3–1 overwinning tegen Real Valladolid. Hiermee werd hij de eerste Chinese speler die scoorde in de Primera División. Espanyol eindigde dat seizoen op de zevende plaats in de Spaanse competitie, wat hun hoogste eindpositie was in de Primera División sinds 2005.
Op 25 juli 2019 speelde Wu zijn eerste Europese wedstrijd in de tweede kwalificatieronde van de Europa League tegen Stjarnan FC. In de derde kwalificatieronde van de Europa League, tegen FC Luzern, startte hij voor het eerst in de basiself in een Europese wedstrijd. Hij maakte in de derde minuut van deze wedstrijd de openingstreffer, wat zijn eerste Europese doelpunt was. Tevens was het het vroegste doelpunt in de Europese geschiedenis van Espanyol en het eerste doelpunt van een Chinese speler in een Europese competitie sinds Wang Chu in 2013 voor Jeunesse Esch scoorde in de kwalificaties van de Europa League. In het hoofdtoernooi scoorde Wu ook tegen CSKA Moskou in de groepsfase (0–2), waarmee hij de eerste Chinese speler ooit werd die scoorde in een Europees hoofdtoernooi. Espanyol werd uiteindelijk in de zestiende finale uitgeschakeld, waarin er over twee wedstrijden met 6–3 werd verloren van Wolverhampton Wanderers. Espanyol degradeerde dat seizoen uit de Primera División. De club eindigde op de laatste plaats met 25 punten. Er werden dat seizoen vijf wedstrijden gewonnen door Espanyol en slechts een van de 33 wedstrijden waarin Wu speelde. Daarin was Wu vier keer trefzeker. Op 12 september 2020 scoorde Wu in zijn eerste wedstrijd in de Segunda División A, tegen Albacete.

## Clubstatistieken
| Seizoen         | Club            | Competitie         | Competitie | Competitie | Beker | Beker | Internationaal | Internationaal | Totaal | Totaal |
| Seizoen         | Club            | Competitie         | Wed.       | Dlp.       | Wed.  | Dlp.  | Wed.           | Dlp.           | Wed.   | Dlp.   |
| --------------- | --------------- | ------------------ | ---------- | ---------- | ----- | ----- | -------------- | -------------- | ------ | ------ |
| 2008            | Shanghai SIPG   | China League One   | 24         | 4          | —     | —     | —              | —              | 24     | 4      |
| 2009            | Shanghai SIPG   | China League One   | 22         | 6          | —     | —     | —              | —              | 22     | 6      |
| 2010            | Shanghai SIPG   | China League One   | 23         | 10         | —     | —     | —              | —              | 23     | 10     |
| 2011            | Shanghai SIPG   | China League One   | 27         | 12         | 2     | 0     | —              | —              | 25     | 12     |
| 2012            | Shanghai SIPG   | China League One   | 30         | 17         | 0     | 0     | —              | —              | 30     | 17     |
| 2013            | Shanghai SIPG   | China Super League | 27         | 15         | 0     | 0     | —              | —              | 27     | 15     |
| 2014            | Shanghai SIPG   | China Super League | 28         | 12         | 0     | 0     | —              | —              | 28     | 12     |
| 2015            | Shanghai SIPG   | China Super League | 30         | 14         | 3     | 2     | —              | —              | 33     | 16     |
| 2016            | Shanghai SIPG   | China Super League | 30         | 14         | 2     | 1     | 10             | 7              | 42     | 22     |
| 2017            | Shanghai SIPG   | China Super League | 28         | 20         | 6     | 1     | 13             | 5              | 47     | 26     |
| 2018            | Shanghai SIPG   | China Super League | 29         | 27         | 4     | 1     | 8              | 1              | 41     | 29     |
| Club totaal     | Club totaal     | Club totaal        | 296        | 151        | 17    | 5     | 31             | 13             | 344    | 169    |
| 2018/19         | Espanayol       | Primera División   | 16         | 3          | 0     | 0     | —              | —              | 16     | 3      |
| 2019/20         | Espanayol       | Primera División   | 33         | 4          | 3     | 2     | 13             | 2              | 49     | 8      |
| 2020/21         | Espanayol       | Segunda División A | 15         | 2          | 1     | 0     | —              | —              | 15     | 2      |
| Club totaal     | Club totaal     | Club totaal        | 64         | 9          | 4     | 2     | 13             | 2              | 80     | 13     |
| Carrière totaal | Carrière totaal | Carrière totaal    | 360        | 160        | 21    | 7     | 44             | 15             | 424    | 182    |

Bijgewerkt t/m 19 december 2020.

## Interlandcarrière
Nadat Wu Lei al voor China onder 17 en China onder 20 uitkwam, werd hij opgeroepen voor het Chinees voetbalelftal voor het Oost-Aziatisch kampioenschap voetbal 2010. Op dit toernooi speelde China gelijk met Japan (0–0) en won het van Zuid-Korea (3–0) en Hongkong (0–2). Hierdoor won China het toernooi. Wu debuteerde in de laatste wedstrijd van het toernooi, tegen Hongkong, door in de 57ste minuut binnen de lijnen te komen voor Yu Hai. Vervolgens speelde hij bijna 3,5 jaar niet meer voor het Chinees voetbalelftal, totdat hij op 6 juni 2013 in actie kwam in de oefenwedstrijd tegen Oezbekistan. Een maand later nam hij met het Chinese nationale elftal deel aan het Oost-Aziatisch kampioenschap voetbal 2013. Er werd eerst gelijk gespeeld tegen Japan (3–3) en Zuid-Korea (0–0). Het toernooi werd afgesloten met een 3–4 winst tegen Australië. Wu maakte het laatste Chinese doelpunt in deze wedstrijd. Dit was zijn eerste doelpunt in het shirt van China. Het was echter genoeg om het toernooi te winnen, China eindigde op de tweede plaats. In januari 2015 nam Wu met China deel aan het Aziatisch kampioenschap. Wu zat alleen op de bank in de laatste groepswedstrijd tegen Noord-Korea, toen China zich al gekwalificeerd had voor de volgende ronde. In de kwartfinale werd China uitgeschakeld door een 2–0 verlies tegen Australië. Later dat jaar speelde China met Wu op het Oost-Aziatisch kampioenschap in eigen land. China eindigde op de tweede plaats achter Zuid-Korea na een 0–2 verlies tegen Zuid-Korea, een 2–0 winst tegen Noord-Korea en een 1–1 gelijkspel tegen Japan. Wu was trefzeker in het gelijkspel tegen Japan. Hij behoorde ook tot de Chinese selectie voor het Aziatisch kampioenschap 2019. In de groepsfase werd er met 2–1 gewonnen van Kirgizië en werd er een 0–3 zege geboekt op de Filipijnen, waarbij Wu tweemaal scoorde. Het laatste groepsduel werd met 2–0 verloren van Zuid-Korea, maar China ging wel door naar de achtste finale, waarin er 1–2 gewonnen werd van Thailand. China strandde in de kwartfinale na een 0–3 verlies tegen Iran.

## Erelijst
| Chinese Super League | 1x | 2018 |
| China League One     | 1x | 2012 |
| China League Two     | 1x | 2007 |

| Competitie                           | Winnaar | Winnaar | Runner-up | Runner-up  | Derde  | Derde |       |
| Competitie                           | Aantal  | Jaren   | Aantal    | Jaren      | Aantal | Jaren |       |
| China                                | China   | China   | China     | China      | China  | China | China |
| ------------------------------------ | ------- | ------- | --------- | ---------- | ------ | ----- | ----- |
| Oost-Aziatisch kampioenschap voetbal | 1x      | 2010    | 2x        | 2013, 2015 |        |       |       |

Individueel
- Chinese Super League Speler van het Jaar: 2018
- Topscorer Chinese Super League: 2018
- Chinese Super League Team van het Jaar: 2014, 2015, 2016, 2017, 2018
- Chinese Speler van het Jaar: 2018, 2019